# Lensia grimaldii
Lensia grimaldii is een hydroïdpoliepensoort uit de familie van de Diphyidae. De wetenschappelijke naam van de soort is voor het eerst geldig gepubliceerd in 1933 door Leloup.